# Ивасюк, Михаил Григорьевич
Михаил Григорьевич Ивасюк (25 ноября 1917 — 5 февраля 1995) — украинский писатель, литературовед, фольклорист, педагог, общественный и культурный деятель, отец Владимира Ивасюка.

## Биография
Ивасюк родился 25 ноября 1917 года в небольшом буковинском городке Кицмань в гуцульской семье. Отец — Григорий Иванович. Мать, Александра Васильевна, несмотря на то, что была неграмотной, разбиралась в фольклоре.
Образование Ивасюк получил в лицеях Кицманя и Черновцов, однако за все эти 13 лет он ни дня не учился по-украински. Правда, блестяще освоил румынский, а с ним — латынь, французский, немецкий, польский языки. Осенью 1939 года поступил в университет, однако уже через несколько месяцев был отчислен из-за невозможности заплатить за обучение. Чтобы избежать угрозы оказаться в румынском войске, Михаил перешёл румыно-советскую границу в припрутском селе Завалье, чтобы продолжить обучение в одном из советских университетов. Вместо этого он попадает в тюрьму — Станислав, Львов, Одесса, Харьков, Москва. Отбывал заключение в гулаговских бараках. Но даже там Михаил продолжил расти интеллектуально. Он овладел медицинскими навыками, познакомился с интеллигентными людьми, среди которых Л. А. Зильбер, родной брат Вениамина Каверина; дочь маршала Тухачевского Светлана Михайловна и другие высокообразованные люди. В этот же период Ивасюк даже собрал собственную библиотеку из полусотни книг, среди которых были произведения Тараса Шевченко, Леси Украинки, Павла Тычины.
В 1946 году Ивасюк вернулся в Кицмань. Преподавал в местной десятилетке и сельхозтехникуме. Одновременно изучал французскую филологию в Черновицком университете, который окончил в 1949 году. В эти годы большего веса набирает его литературная деятельность, Ивасюк перешёл к написанию прозы. В 1964 году начал преподавательскую работу в Черновицком университете на кафедре украинской литературы, где передавал свои знания по филологии студентам на протяжении 23 лет (1964—1987 гг.). Сначала — в ранге старшего преподавателя, а после защиты кандидатской диссертации о жизни и творчестве Сильвестра Яричевского — доцента. Весомый вклад Михаила Ивасюка в литературно-художественную сокровищницу отмечен Литературной премией имени Дмитрия Загула (1992) и Литературно-художественной премией имени Сидора Воробкевича (1993).
Умер Михаил Ивасюк 5 февраля 1995 года.
В 1998 году имя Михаила Григорьевича Ивасюка было присвоено Черновицкой областной научной библиотеке.

## Творчество
Как чуть ли не каждый украинский прозаик, Михаил Ивасюк начинал со стихов. Первые составил ещё ребёнком в своеобразном соавторстве с матерью Александрой Васильевной, которая не умела ни читать, ни писать, но тонко чувствовала ритм и образное слово, помнила множество песен и сказок. Уже став настоящим писателем, включил записанные от матери сказки, баллады, песни в свои фольклорные издания: «Сказки Буковины. Сказки Верховины» (1968), «Волшебный горшочек» (1971).
Впоследствии стал сочинять без маминой помощи, а в середине 30-х годов в черновицком детском журнале «Украинская ласточка» появилась его первая публикация «Расскажу тебе сказку». В те же годы увидела свет поэзия о голоде на Украине. Были среди юношеского творчества молодого автора и стихи другого плана. Часть их составила раздел «Поэзии 30-х годов» в сборнике «Элегии для сына» (1991), основной мотив — чувство великой боли и большой любви.
С прозаическими произведениями Михаил Ивасюк выступает от начала 50-х. Первая его повесть «Слышишь, брат мой» (1957), которую ещё в рукописи благословила Ирина Вильде, трансформировавшаяся вскоре в роман «Красные розы» (1960). А по тому, как появился сборник рассказов «Отломанная ветка» (1963), повести «Поединок» (1967) и «Весенние грозы» (1970), романы «Приговор» (1975) и «Сердце не камень» (1978), она же отметила, что М. Ивасюк — писатель, который «имеет свою любимую тему, свой стиль и художническое мировоззрение».
Этой темой было для него долгое время жизни Северной Буковины 30-х — начале 40-х годов XX-го века. Следовательно, вниманием прозаика завладели другие временные и географические координаты.
В романной дилогии «Баллада о всаднике на белом коне» (1980) и «Рыцари великой любви» (1987) писатель развернул широкую панораму борьбы буковинцев за лучшую судьбу во второй половине XVII века и реабилитировал народного вожака Мирона Дитину, показав, что это был не «разбойник», как утверждали некоторые молдавские летописцы, а настоящий рыцарь. Дилогию благосклонно восприняли как на Украине, так и за её пределами. В частности, «Баллада о всаднике на белом коне» вскоре после появления на языке оригинала увидела свет в русском переводе в Москве (вместе с «Приговором», названным в публикации 1984 года «Приговор сыну Заратустры»), также о ней восторженно писали в Канаде.
Ещё более глубокие пласты буковинской истории, связанные с Шипинской землёй XIV ст., художественно открыл М. Ивасюк для мира в романе «Турнир королевских шутов» («Дзвин», 1994, № 5—6, отдельное издание — 1997 г.). Но Ивасюк таки не увидел изданный отдельной книгой роман.
На склоне лет писатель опубликовал в журнале «Жовтень» (1988, № 9—10) повесть «Монолог перед лицом сына», которой принадлежит особое место среди многочисленных историко-биографических произведений прошлого десятилетия, ведь это не просто повесть-биография, а повесть-реквием с мотивами родительской любови, как поэтический цикл «Элегии для сына» и поэма «Призраки».
В 80-е — начале 90-х годов М. Ивасюк обращается к теме Севера, подсказанной его вынужденным пребыванием на берегах Печоры. И если в романе «Птичка поднебесная» (1984), написанном по материалам жизни больницы, где работал автор, внимание акцентировано на моментах человечности, то в романе «В царстве вертухаев» (печатались фрагменты в периодике) возникает другой Север — античеловечный, жестокий, преступный, доведённый до такого состояния большевистским режимом.
В сделанной писателем литературной редакции идут на кону театров пьесы С. Воробкевича и С. Яричевского. В творчестве М. Ивасюка-фольклориста сотни записанных и упорядоченных народных рассказов, из которых сложились, в частности, книги «Сказки Буковины. Сказки Верховины» (1968), «Волшебный горшочек» (1971), «Сказки Буковины» (1973) и подготовлена к печати «Золотая карета». Как литературовед он опубликовал десятки статей, издал большой том сочинений С. Воробкевича (1986), подготовил аналогичную книгу С. Яричевского.